# プリモリェ＝ゴルスキ・コタル郡

プリモルスコ・ゴランスカ郡の位置

プリモリェ＝ゴルスキ・コタル郡（プリモリェ＝ゴルスキ・コタルぐん、Primorsko-goranska županija）は、クロアチアのイストリア地方に位置する郡。郡都はリエカ。

## 地理
この郡はクルク島、ツレス島、ロシーニ島、ラブ島を含む。
都市
- リエカ
- オパティヤ
- カスタヴ
- マリ・ロシニ
- ヴルボヴスコ